# هيا القايدي
هيا القايدي هي مغنية وممثلة إماراتية.

## سيرتها ومشوارها الفني
تعلقت الفنانة هيا بالتمثيل منذ طفولتها، وبدأت مشوارها الفني من خلال المسرح ، حيث شاركت في مسرحية بعنوان "فقط"، والذي نالت عنه جائزة أفضل ممثلة واعدة، وعملت بالتلفزيون وكان أول أعمالها الدرامية مسلسل" خيانة وطن" للمخرج أحمد بغقوب الملة . وقد فتح لها هذا العمل بوابة الانطلاق نحو العديد من التجارب الفنية. وعملت أيضًا في مجال السينما ، وكان لها مشاركات في بعض الأفلام ، مثل فيلم "نحس إكس لارج" وعملت أيضًا الفنانة هيا في مجال الموسيقى والغناء ولها بعض الأغاني المنشورة على منصة يوتيوب.

## أعمالها الفنية[1][2][3]

مسلسل "خيانة وطن"

شاركت الفنانة الإماراتية هيا القايدي في العديد من الأعمال الفنية، والتي تنوعت ما بين التلفزيون والمسرح ، ونذكر منها:
- 2023- طوق الحرير ، مسلسل . من تأليف منى النوفلي ، واخراج أحمد بعقوب الملة، وبمشاركة أحمد الجسمي وسميرة أحمد.
- 2023- ملح وسمرة، مسلسل، من تأليف حمد الرومي، وإخراج على العلى، وبمشاركة هدى حسين، وجمال الردهان.
- 2023م - سجن باركود ، مسرحية، من اخراج مروان عبدالله صالح، وبمشاركة الممثلين: موسى البقيشي، عبدالله الباهتي، سلطان بن دافون، هيفاء العلي، سارة السعدي.
- 2022- دافئ الشعور، مسلسل، من تأليف جاسم الرشيد ، وإخراج حسين الحليبي. وبمشاركة زهرة عرفات، وجميل الردهان.
- 2020- الشهد المر، مسلسل، من تأليف إسماعيل عبدالله ، وإخراج مصطفى رشيد، وبمشاركة زهرة عرفات، وهيفاء حسين.
- 2020- رقم الحظ 7، مسلسل، من تأليف مريم نصير ، واخراج مصطفى رشيد ، وبمشاركة فؤاد على ، وناصر عباس.
- 2020 - كنا أمس، مسلسل، من تأليف يوسف إبراهيم، واخراج محمد جمعة، وبمشاركة خالد أمين ، وميساء مغربي.
- 2020- نحس إكس لارج، فيلم، من تأليف وإخراج ناصر التميمي، وبمشاركة يوسف الكعبي ، وسيف الغانم.
- 2017- دموع الأفاعي، مسلسل، من تأليف خليفة الفيلكاوي، واخراج نهلة الفهد، وبمشاركة حسين المنصور، وزهرة عرفات.
- 2016- خيانة وطن - مسلسل، من تأليف حمد الحمادي، وإخراج أحمد يعقوب الملة، وبمشاركة عبدالله الغامدي، وهدى حمدان.
- 2012- سوشال مان- فيلم.
- فات الموت- مسرحية اجتماعية
- اشتري راحة بالى - أغنية ،2019م
- عالمكشوف - أغنية ، 2021م
- بريد- فيلم، للمخرج خميس الشحي ، والبطولة كانت لعبدالله بن حيدر ومحمد مرشد.
- ذات الشعور- مسلسل ، من اخراج حسين الحليبي.
- موسيقى الصحراء - فيلم سعودي

## الجوائز
فازت القايدي بجائزة أفضل ممثلة واعدة لعام 2018.